# PHX Arena
PHX Arena (voorheen bekend als America West Arena, US Airways Center, Talking Stick Resort Arena en PHX Arena) is een indoor-sport -en entertainment stadion dat gevestigd is in Phoenix, Arizona. Met een maximum capaciteit van 17.000 plaatsen is het de tweede grootste arena van Phoenix, en de staat Arizona.
Vaste bespeler zijn de Phoenix Suns die uitkomen voor de NBA en de Phoenix Mercury die uitkomen in de WNBA. 